# Sheila Ritchie
Sheila E. Ritchie (nascida em 18 de maio de 1957) é uma política e solicitadora liberal-democrata escocesa, que serviu como membro do Parlamento Europeu (MEP) pelo círculo eleitoral da Escócia de 2019 a 2020.

## Carreira
Ela é consultora (ex-sócia) num escritório de advocacia de Aberdeen, e foi Conselheira e líder do Conselho Distrital de Gordon.
Ela foi nomeada pelo governo escocês para o Comité Económico e Social Europeu entre 2000 e 2003.

### Membro do Parlamento Europeu
Ritchie foi eleita membro do Parlamento Europeu pelo círculo eleitoral da Escócia nas eleições de 2019 para o Parlamento Europeu. Como liberal-democrata, integrou o grupo Renovar a Europa. A partir de julho de 2019, foi membro da Comissão do Controlo Orçamental do Parlamento Europeu e da Comissão da Agricultura e Desenvolvimento Rural do Parlamento Europeu. Foi eurodeputada até 31 de janeiro de 2020, altura em que foi concluído o processo Brexit.